# Bảo tàng Rodin (Philadelphia)

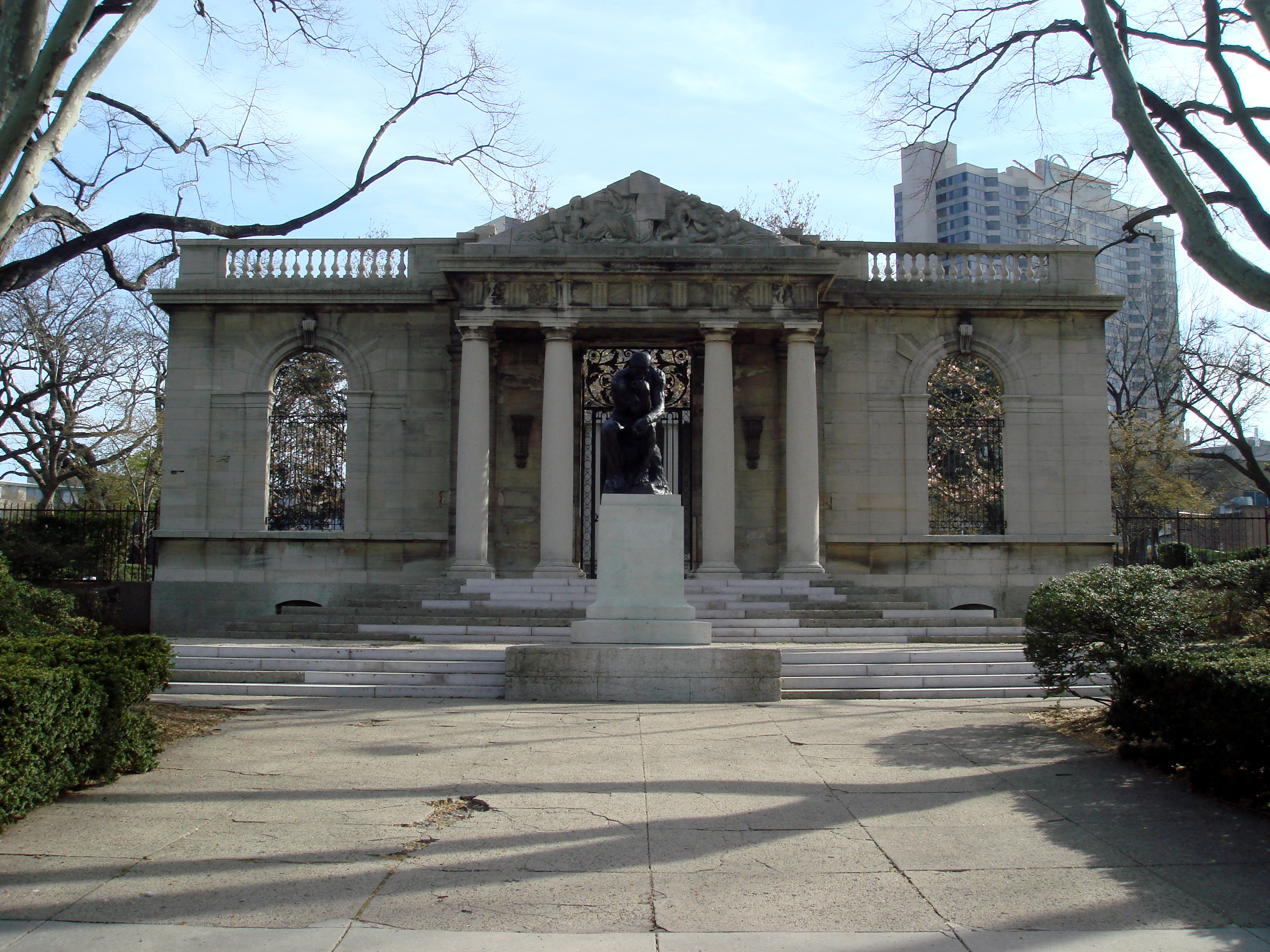
Bức Người suy tưởng trước cửa bảo tàng

Bảo tàng Rodin ở Philadelphia là nơi trưng bày các tác phẩm của nhà điêu khắc Auguste Rodin. Nằm trên đại lộ Benjamin Franklin, đây là nơi lưu trữ nhiều nhất các tác phẩm của Rodin ngoài bảo tàng ở Paris. Bảo tàng này là quà tặng của trùm tư bản kinh doanh chiếu phim Jules Mastbaum cho thành phố Philadelphia. Mastbaum bắt đầu sưu tập các tác phẩm của Rodin từ năm 1923. Tới năm 1926, Mastbaum cho xây dựng bảo tàng với bản thiết kế của hai kiến trúc sư người Pháp Paul Cret và Jacques Gréber. Nhưng Jules Mastbaum mất cùng năm đó. Đến ngày 29 tháng 11 năm 1929, thành phố Philadelphia khánh thành bảo tàng Rodin.